# Karbasen
Karbasen var en vitter och lärd tidskrift på prosa och vers som gavs ut med nio nummer om fyra kvarto-sidor i Stockholm år 1772. Trolig utgivare var Johan Simmingsköld. Till tidskriften finns två följdverk: Billiga anmärkningar mot en otidig Karbas och Til den som tog i Karbasen 1772.